# 台灣評鑑協會
社團法人台灣評鑑協會，簡稱台灣評鑑協會，為非營利專業評鑑機構，成立於2003年。主要為辦理中華民國政府機關與該國大專校院評鑑、研究、國際交流等相關工作與服務。致力於發展公開、透明、合理之評鑑機制及服務，協助各界建立完善的內部改善機制，實踐永續經營與發展。總部位於中華民國台北市中正區南海路3號5樓之1

## 理監事
- 理事長:容繼業，現任南開科技大學董事長。
- 理事:許士軍、王國明、谷家恒、周昌弘、孟繼洛、林聰明、張光正、陳振貴、陳振遠、傅勝利、劉水深、劉維琪、羅仁權、譚醒朝。
- 常務監事:曾志朗，中央研究院院士。
- 監事:林振東、林錦川、徐治平、鍾任琴。

## 專案評鑑
同時也受政府機構委辦其他評鑑。
- 教育部:93年(起)大學評鑑計畫/技專校院評鑑計畫(含科技大學、技術學院及專科學校評鑑)
- 交通部觀光局 :98年(起)辦理星級旅館評鑑計畫。
- 衛生福利部:103年(起)一般護理之家評鑑計畫/103年(起)產後護理機構評鑑計畫

## 機構認證
- ISO 9001 品質管理系統
- 教育部認可之專業評鑑認證機構
- 2014 獲APQN最佳國際合作品保機構

## 加入國際機構
- 亞太品質網絡（APQN）會員
- 高等教育品質保證國際網絡（INQAAHE）會員
- 美國CHEA國際品質保證群組(CIQG）會員